# 岡山市域の変遷

## 郡域および郡内町村の変遷

### 旧御津郡
- 1900年4月1日 - 御野郡、津高郡2郡の合併により設置。郡名は両郡の名称に因む。

| 1900年4月1日合併時 | 1900年4月1日合併時 | 合併後～1930年            | 1931年～終戦              | 戦後～1953年                             | 1954年～1955年            | 1956年～1969年                    | 1970年～1988年            | 平成～2009年3月            | 2009年4月～ |
| ------------------ | ------------------ | ------------------------- | ------------------------- | ---------------------------------------- | ------------------------- | --------------------------------- | ------------------------- | -------------------------- | ----------- |
| 旧御野郡           | 石井村             | 岡山市へ編入 1921年3月1日 | 岡山市                    | 岡山市                                   | 岡山市                    | 岡山市                            | 岡山市                    | 岡山市                     | 岡山市北区  |
| 旧御野郡           | 伊島村             | 岡山市へ編入 1921年3月1日 | 岡山市                    | 岡山市                                   | 岡山市                    | 岡山市                            | 岡山市                    | 岡山市                     | 岡山市北区  |
| 旧御野郡           | 鹿田村             | 岡山市へ編入 1921年3月1日 | 岡山市                    | 岡山市                                   | 岡山市                    | 岡山市                            | 岡山市                    | 岡山市                     | 岡山市北区  |
| 旧御野郡           | 福浜村             | 福浜村                    | 岡山市へ編入 1931年4月1日 | 岡山市                                   | 岡山市                    | 岡山市                            | 岡山市                    | 岡山市                     | 岡山市北区  |
| 旧御野郡           | 牧石村             | 牧石村                    | 牧石村                    | 岡山市へ編入 1952年4月1日                | 岡山市                    | 岡山市                            | 岡山市                    | 岡山市                     | 岡山市北区  |
| 旧御野郡           | 大野村             | 大野村                    | 大野村                    | 岡山市へ編入 1952年4月1日                | 岡山市                    | 岡山市                            | 岡山市                    | 岡山市                     | 岡山市北区  |
| 旧御野郡           | 今村               | 今村                      | 今村                      | 岡山市へ編入 1952年4月1日                | 岡山市                    | 岡山市                            | 岡山市                    | 岡山市                     | 岡山市北区  |
| 旧御野郡           | 芳田村             | 芳田村                    | 芳田村                    | 岡山市へ編入 1952年4月1日                | 岡山市                    | 岡山市                            | 岡山市                    | 岡山市                     | 岡山市北区  |
| 旧御野郡           | 御野村             | 岡山市へ編入 1921年3月1日 | 岡山市                    | 岡山市                                   | 岡山市                    | 岡山市                            | 岡山市                    | 岡山市                     | 岡山市北区  |
| 旧御野郡           | 御野村             | （牧石村へ編入）          | （牧石村）                | 岡山市へ編入 1952年4月1日                | 岡山市                    | 岡山市                            | 岡山市                    | 岡山市                     | 岡山市北区  |
| 旧津高郡           | 白石村             | 白石村                    | 白石村                    | 岡山市へ編入 1952年4月1日                | 岡山市                    | 岡山市                            | 岡山市                    | 岡山市                     | 岡山市北区  |
| 旧津高郡           | 牧山村             | 牧山村                    | 牧山村                    | 岡山市へ編入 1953年4月1日                | 岡山市                    | 岡山市                            | 岡山市                    | 岡山市                     | 岡山市北区  |
| 旧津高郡           | 牧山村             | 牧山村                    | 牧山村                    | （御津町） （野谷村へ編入） 1953年7月1日 | （津高村） 1955年3月31日  | （津高町） 1959年2月1日           | 岡山市へ編入 1971年1月8日 | 岡山市                     | 岡山市北区  |
| 旧津高郡           | 牧山村             | 牧山村                    | 牧山村                    | （御津町）                               | 岡山市へ編入 1954年4月1日 | 岡山市                            | 岡山市                    | 岡山市                     | 岡山市北区  |
| 旧津高郡           | 牧山村             | 牧山村                    | 牧山村                    | （御津町）                               | 御津町                    | 御津町                            | 御津町                    | 岡山市へ編入 2005年3月22日 | 岡山市北区  |
| 旧津高郡           | 金川村             | 金川町 1915年11月1日      | 金川町                    | 御津町 1953年4月1日                      | 御津町                    | 御津町                            | 御津町                    | 岡山市へ編入 2005年3月22日 | 岡山市北区  |
| 旧津高郡           | 宇垣村             | 宇垣村                    | 宇垣村                    | 御津町 1953年4月1日                      | 御津町                    | 御津町                            | 御津町                    | 岡山市へ編入 2005年3月22日 | 岡山市北区  |
| 旧津高郡           | 宇甘西村           | 宇甘西村                  | 宇甘西村                  | 御津町 1953年4月1日                      | 御津町                    | 御津町                            | 御津町                    | 岡山市へ編入 2005年3月22日 | 岡山市北区  |
| 旧津高郡           | 宇甘東村           | 宇甘東村                  | 宇甘東村                  | 御津町 1953年4月1日                      | 御津町                    | 御津町                            | 御津町                    | 岡山市へ編入 2005年3月22日 | 岡山市北区  |
| 赤磐郡             |                    |                           | 五城村                    | （御津町） 1953年4月1日                  | 御津町                    | 御津町                            | 御津町                    | 岡山市へ編入 2005年3月22日 | 岡山市北区  |
| 赤磐郡             |                    | 葛城村                    |                           | （御津町） 1953年4月1日                  | 御津町                    | 御津町                            | 御津町                    | 岡山市へ編入 2005年3月22日 | 岡山市北区  |
| 赤磐郡             |                    |                           | 布都美村                  | 布都美村                                 | 布都美村                  | 一部編入 （御津町） 1956年9月30日 | 御津町                    | 岡山市へ編入 2005年3月22日 | 岡山市北区  |
| 旧津高郡           | 一宮村             | 一宮村                    | 一宮村                    | 一宮村                                   | 一宮町 1955年1月1日       | 一宮町                            | 岡山市へ編入 1971年1月8日 | 岡山市                     | 岡山市北区  |
| 旧津高郡           | 平津村             | 平津村                    | 平津村                    | 平津村                                   | 一宮町 1955年1月1日       | 一宮町                            | 岡山市へ編入 1971年1月8日 | 岡山市                     | 岡山市北区  |
| 旧津高郡           | 馬屋下村           | 馬屋下村                  | 馬屋下村                  | 馬屋下村                                 | 一宮町 1955年1月1日       | 一宮町                            | 岡山市へ編入 1971年1月8日 | 岡山市                     | 岡山市北区  |
| 旧津高郡           | 野谷村             | 野谷村                    | 野谷村                    | 野谷村                                   | 津高村 1955年3月1日       | 津高町 1959年2月1日               | 岡山市へ編入 1971年1月8日 | 岡山市                     | 岡山市北区  |
| 旧津高郡           | 馬屋上村           | 馬屋上村                  | 馬屋上村                  | 馬屋上村                                 | 津高村 1955年3月1日       | 津高町 1959年2月1日               | 岡山市へ編入 1971年1月8日 | 岡山市                     | 岡山市北区  |
| 旧津高郡           | 横井村             | 横井村                    | 横井村                    | 横井村                                   | 横井村                    | 津高町 1959年2月1日               | 岡山市へ編入 1971年1月8日 | 岡山市                     | 岡山市北区  |
| 旧津高郡           | 建部村             | 建部村                    | 建部村                    | 建部村                                   | 建部町 1955年2月1日       | 建部町 1967年1月15日              | 建部町                    | 岡山市へ編入 2007年1月22日 | 岡山市北区  |
| 旧津高郡           | 上建部村           | 上建部村                  | 上建部村                  | 上建部村                                 | 建部町 1955年2月1日       | 建部町 1967年1月15日              | 建部町                    | 岡山市へ編入 2007年1月22日 | 岡山市北区  |
| 赤磐郡             |                    |                           | 竹枝村                    | 竹枝村                                   | 建部町 1955年2月1日       | 建部町 1967年1月15日              | 建部町                    | 岡山市へ編入 2007年1月22日 | 岡山市北区  |
| 久米郡             |                    |                           | 福渡村                    | 福渡村                                   | 福渡町                    | 建部町 1967年1月15日              | 建部町                    | 岡山市へ編入 2007年1月22日 | 岡山市北区  |
| 久米郡             |                    |                           | 鶴田村                    | 鶴田村                                   | 福渡町                    | 建部町 1967年1月15日              | 建部町                    | 岡山市へ編入 2007年1月22日 | 岡山市北区  |

### 旧上道郡
| 明治22年6月1日 | 明治33年 - 大正15年         | 昭和1年 - 昭和20年             | 昭和21年 - 昭和29年         | 昭和21年 - 昭和29年         | 昭和30年                           | 昭和31年 - 昭和63年          | 平成1年 - 平成20年           | 平成21年 - 現在 |
| -------------- | --------------------------- | ------------------------------ | --------------------------- | --------------------------- | ---------------------------------- | ---------------------------- | ---------------------------- | --------------- |
| 西大寺村       | 明治29年2月26日 町制        | 西大寺町                       | 昭和28年2月1日 西大寺市     | 昭和28年2月1日 西大寺市     | 西大寺市                           | 昭和44年2月18日 岡山市に編入 | 岡山市                       | 岡山市東区      |
| 金岡村         | 金岡村                      | 昭和12年1月1日 西大寺町に編入  | 昭和28年2月1日 西大寺市     | 昭和28年2月1日 西大寺市     | 西大寺市                           | 昭和44年2月18日 岡山市に編入 | 岡山市                       | 岡山市東区      |
| 芳野村         | 芳野村                      | 昭和15年12月1日 西大寺町に編入 | 昭和28年2月1日 西大寺市     | 昭和28年2月1日 西大寺市     | 西大寺市                           | 昭和44年2月18日 岡山市に編入 | 岡山市                       | 岡山市東区      |
| 古都村         | 古都村                      | 古都村                         | 昭和28年2月1日 西大寺市     | 昭和28年2月1日 西大寺市     | 西大寺市                           | 昭和44年2月18日 岡山市に編入 | 岡山市                       | 岡山市東区      |
| 可知村         | 可知村                      | 可知村                         | 昭和28年2月1日 西大寺市     | 昭和28年2月1日 西大寺市     | 西大寺市                           | 昭和44年2月18日 岡山市に編入 | 岡山市                       | 岡山市東区      |
| 光政村         | 光政村                      | 光政村                         | 昭和28年2月1日 西大寺市     | 昭和28年2月1日 西大寺市     | 西大寺市                           | 昭和44年2月18日 岡山市に編入 | 岡山市                       | 岡山市東区      |
| 津田村         | 津田村                      | 津田村                         | 昭和28年2月1日 西大寺市     | 昭和28年2月1日 西大寺市     | 西大寺市                           | 昭和44年2月18日 岡山市に編入 | 岡山市                       | 岡山市東区      |
| 九蟠村         | 九蟠村                      | 九蟠村                         | 昭和28年2月1日 西大寺市     | 昭和28年2月1日 西大寺市     | 西大寺市                           | 昭和44年2月18日 岡山市に編入 | 岡山市                       | 岡山市東区      |
| 金田村         | 金田村                      | 金田村                         | 昭和28年2月1日 西大寺市     | 昭和28年2月1日 西大寺市     | 西大寺市                           | 昭和44年2月18日 岡山市に編入 | 岡山市                       | 岡山市東区      |
| 雄神村         | 雄神村                      | 雄神村                         | 雄神村                      | 雄神村                      | 昭和30年4月1日 西大寺市に編入      | 昭和44年2月18日 岡山市に編入 | 岡山市                       | 岡山市東区      |
| 平島村         | 平島村                      | 平島村                         | 昭和28年4月1日 上道町       | 昭和28年4月1日 上道町       | 上道町                             | 昭和46年5月1日 岡山市に編入  | 岡山市                       | 岡山市東区      |
| 御休村         | 御休村                      | 御休村                         | 昭和28年4月1日 上道町       | 昭和28年4月1日 上道町       | 上道町                             | 昭和46年5月1日 岡山市に編入  | 岡山市                       | 岡山市東区      |
| 角山村         | 角山村                      | 角山村                         | 昭和28年4月1日 上道町       | 昭和28年4月1日 上道町       | 上道町                             | 昭和46年5月1日 岡山市に編入  | 岡山市                       | 岡山市東区      |
| 浮田村         | 浮田村                      | 浮田村                         | 浮田村                      | 浮田村                      | 昭和30年2月11日 上道町に編入       | 昭和46年5月1日 岡山市に編入  | 岡山市                       | 岡山市東区      |
| 三櫂村         | 明治32年6月1日 岡山市に編入 | 岡山市                         | 岡山市                      | 岡山市                      | 岡山市                             | 岡山市                       | 岡山市                       | 岡山市中区      |
| 宇野村         | 宇野村                      | 昭和6年4月1日 岡山市に編入     | 岡山市                      | 岡山市                      | 岡山市                             | 岡山市                       | 岡山市                       | 岡山市中区      |
| 平井村         | 平井村                      | 昭和6年4月1日 岡山市に編入     | 岡山市                      | 岡山市                      | 岡山市                             | 岡山市                       | 岡山市                       | 岡山市中区      |
| 富山村         | 富山村                      | 富山村                         | 昭和27年4月1日 岡山市に編入 | 昭和27年4月1日 岡山市に編入 | 岡山市                             | 岡山市                       | 岡山市                       | 岡山市中区      |
| 操陽村         | 操陽村                      | 操陽村                         | 昭和27年4月1日 岡山市に編入 | 昭和27年4月1日 岡山市に編入 | 岡山市                             | 岡山市                       | 岡山市                       | 岡山市中区      |
| 三蟠村         | 三蟠村                      | 三蟠村                         | 昭和27年4月1日 岡山市に編入 | 昭和27年4月1日 岡山市に編入 | 岡山市                             | 岡山市                       | 岡山市                       | 岡山市中区      |
| 沖田村         | 沖田村                      | 沖田村                         | 昭和27年4月1日 岡山市に編入 | 昭和27年4月1日 岡山市に編入 | 岡山市                             | 岡山市                       | 岡山市                       | 岡山市中区      |
| 財田村         | 財田村                      | 財田村                         | 昭和25年10月1日 町制        | 昭和29年4月1日 岡山市に編入 | 岡山市                             | 岡山市                       | 岡山市                       | 岡山市中区      |
| 高島村         | 高島村                      | 高島村                         | 高島村                      | 昭和29年4月1日 岡山市に編入 | 岡山市                             | 岡山市                       | 岡山市                       | 岡山市中区      |
| 幡多村         | 幡多村                      | 幡多村                         | 幡多村                      | 昭和29年4月1日 岡山市に編入 | 岡山市                             | 岡山市                       | 岡山市                       | 岡山市中区      |
| 玉井村         | 玉井村                      | 玉井村                         | 玉井村                      | 玉井村                      | 昭和30年2月1日 赤磐郡 瀬戸町の一部 | 赤磐郡 瀬戸町                | 平成19年1月22日 岡山市に編入 | 岡山市東区      |

### 旧吉備郡
| 明治33年4月1日 | 明治33年4月1日 | 明治33年 - 大正15年    | 昭和1年 - 昭和26年           | 昭和27年 - 昭和30年 | 昭和30年 - 昭和35年         | 昭和36年 - 昭和63年         | 平成1年 - 現在 | 平成21年4月1日 - |  |
| -------------- | -------------- | ---------------------- | ---------------------------- | ------------------- | --------------------------- | --------------------------- | -------------- | ---------------- |  |
| 旧賀陽郡       | 足守町         | 足守町                 | 足守町                       | 足守町              | 昭和31年3月31日 足守町      | 昭和46年5月1日 岡山市に編入 | 岡山市         | 岡山市北区       |  |
| 旧賀陽郡       | 福谷村         | 福谷村                 | 福谷村                       | 福谷村              | 昭和31年3月31日 足守町      | 昭和46年5月1日 岡山市に編入 | 岡山市         | 岡山市北区       |  |
| 旧賀陽郡       | 大井村         | 大井村                 | 大井村                       | 大井村              | 昭和31年3月31日 足守町      | 昭和46年5月1日 岡山市に編入 | 岡山市         | 岡山市北区       |  |
| 旧賀陽郡       | 日近村         | 日近村                 | 日近村                       | 日近村              | 昭和31年3月31日 足守町      | 昭和46年5月1日 岡山市に編入 | 岡山市         | 岡山市北区       |  |
| 旧賀陽郡       | 岩田村         | 岩田村                 | 岩田村                       | 岩田村              | 昭和31年3月31日 足守町      | 昭和46年5月1日 岡山市に編入 | 岡山市         | 岡山市北区       |  |
| 旧賀陽郡       | 高松村         | 大正4年11月10日 高松町 | 高松町                       | 高松町              | 昭和30年1月1日 高松町       | 昭和46年1月8日 岡山市に編入 | 岡山市         | 岡山市北区       |  |
| 旧賀陽郡       | 生石村         | 生石村                 | 生石村                       | 生石村              | 昭和30年1月1日 高松町       | 昭和46年1月8日 岡山市に編入 | 岡山市         | 岡山市北区       |  |
| 旧賀陽郡       |                |                        | 都窪郡 加茂村                |                     | 昭和30年1月1日 高松町       | 昭和46年1月8日 岡山市に編入 | 岡山市         | 岡山市北区       |  |
| 旧賀陽郡       | 真金村         | 真金村                 | 昭和4年8月1日 真金町         | 真金町              | 昭和35年4月1日 高松町に編入 | 昭和46年1月8日 岡山市に編入 | 岡山市         | 岡山市北区       |  |
| 旧賀陽郡       | 庭瀬村         | 明治34年2月6日 庭瀬町  | 昭和12年5月5日 都窪郡 吉備町 |                     |                             |                             | 岡山市         | 岡山市北区       |  |

### 旧児島郡
| 明治22年6月1日  | 明治22年 - 35年             | 明治35年 - 明治40年       | 明治41年 - 昭和20年       | 昭和21年 - 30年               | 昭和31年 - 40年             | 昭和41年 - 50年             | 昭和51年 - 平成20年          | 現在   | 平成21年4月 |
| --------------- | --------------------------- | ------------------------- | ------------------------- | ----------------------------- | --------------------------- | --------------------------- | ---------------------------- | ------ | ----------- |
| 灘村            | 灘村                        | 明治39年4月1日 灘崎村設立 | 灘崎村                    | 昭和24年4月1日 灘崎村が町制へ | 灘崎町                      | 灘崎町                      | 平成17年3月22日 岡山市へ編入 | 岡山市 | 岡山市南区  |
| 彦崎村          | 彦崎村                      | 明治39年4月1日 灘崎村設立 | 灘崎村                    | 昭和24年4月1日 灘崎村が町制へ | 灘崎町                      | 灘崎町                      | 平成17年3月22日 岡山市へ編入 | 岡山市 | 岡山市南区  |
| 郷内村 （植松） | 郷内村 （植松）             | 郷内村 （植松）           | 郷内村 （植松）           | 郷内村 （植松）               | 昭和34年3月1日 灘崎町へ編入 | 灘崎町                      | 平成17年3月22日 岡山市へ編入 | 岡山市 | 岡山市南区  |
| （児島湾）      | （児島湾）                  | （児島湾）                | 明治45年4月1日 藤田村設立 | 藤田村                        | 藤田村                      | 昭和50年5月1日 岡山市へ編入 | 岡山市                       | 岡山市 | 岡山市南区  |
| 東興除村        | 東興除村                    | 明治38年4月1日 興除村設立 | 興除村                    | 興除村                        | 興除村                      | 昭和46年5月1日 岡山市へ編入 | 岡山市                       | 岡山市 | 岡山市南区  |
| 西興除村        | 西興除村                    | 明治38年4月1日 興除村設立 | 興除村                    | 興除村                        | 興除村                      | 昭和46年5月1日 岡山市へ編入 | 岡山市                       | 岡山市 | 岡山市南区  |
| 大門村          | 明治31年1月1日 小串村に改称 | 小串村                    | 小串村                    | 昭和29年10月1日 岡山市へ編入  | 岡山市                      | 岡山市                      | 岡山市                       | 岡山市 | 岡山市南区  |
| 甲浦村          | 甲浦村                      | 甲浦村                    | 甲浦村                    | 昭和27年4月1日 岡山市へ編入   | 岡山市                      | 岡山市                      | 岡山市                       | 岡山市 | 岡山市南区  |

### 旧邑久郡
| 明治22年以前 | 明治22年6月1日 | 明治22年 - 昭和26年 | 昭和27年              | 昭和27年 - 昭和30年            | 昭和31年 - 昭和43年            | 昭和44年 - 昭和63年          | 平成1年 - 現在 | 現在   |            |
| ------------ | -------------- | ------------------- | --------------------- | ------------------------------ | ------------------------------ | ---------------------------- | -------------- | ------ | ---------- |
|              | 幸島村         | 幸島村              | 幸島村                | 昭和28年2月1日 西大寺市        | 西大寺市                       | 昭和44年2月18日 岡山市へ編入 | 岡山市         | 岡山市 | 岡山市東区 |
|              | 太伯村         | 太伯村              | 太伯村                | 昭和28年2月1日 西大寺市        | 西大寺市                       | 昭和44年2月18日 岡山市へ編入 | 岡山市         | 岡山市 | 岡山市東区 |
|              | 豊村           | 豊村                | 豊村                  | 昭和28年2月1日 西大寺市        | 西大寺市                       | 昭和44年2月18日 岡山市へ編入 | 岡山市         | 岡山市 | 岡山市東区 |
|              | 邑久村         | 邑久村              | 昭和27年4月1日 邑久町 | 昭和28年2月1日 西大寺市        | 西大寺市                       | 昭和44年2月18日 岡山市へ編入 | 岡山市         | 岡山市 | 岡山市東区 |
|              | 大宮村         | 大宮村              | 大宮村                | 大宮村                         | 昭和31年2月20日 西大寺市へ編入 | 昭和44年2月18日 岡山市へ編入 | 岡山市         | 岡山市 | 岡山市東区 |
|              | 大宮村         | 大宮村              | 大宮村                | 昭和29年10月1日 西大寺市へ編入 | 西大寺市                       | 昭和44年2月18日 岡山市へ編入 | 岡山市         | 岡山市 | 岡山市東区 |
|              | 朝日村         | 朝日村              | 朝日村                | 昭和30年4月1日 西大寺市へ編入  | 西大寺市                       | 昭和44年2月18日 岡山市へ編入 | 岡山市         | 岡山市 | 岡山市東区 |

### 都窪郡
| 明治33年4月1日 | 明治33年 - 大正15年   | 昭和1年 - 昭和2年 | 昭和3年 - 昭和15年    | 昭和16年 - 昭和30年                | 昭和31年 - 昭和63年         | 平成1年 - 平成21年3月31日 | 平成21年4月1日 - |
| -------------- | --------------------- | ----------------- | --------------------- | ---------------------------------- | --------------------------- | ------------------------- | ---------------- |
| 妹尾町         | 明治35年4月1日 妹尾町 | 妹尾町            | 妹尾町                | 妹尾町                             | 昭和46年3月8日 岡山市に編入 | 岡山市                    | 岡山市南区       |
| 箕島村         | 明治35年4月1日 妹尾町 | 妹尾町            | 妹尾町                | 妹尾町                             | 昭和46年3月8日 岡山市に編入 | 岡山市                    | 岡山市南区       |
| 大福村         | 明治35年4月1日 福田村 | 福田村            | 福田村                | 福田村                             | 昭和46年3月8日 岡山市に編入 | 岡山市                    | 岡山市南区       |
| 山田村         | 明治35年4月1日 福田村 | 福田村            | 福田村                | 福田村                             | 昭和46年3月8日 岡山市に編入 | 岡山市                    | 岡山市南区       |
| 撫川村         | 明治37年6月1日 撫川町 | 撫川町            | 昭和12年5月5日 吉備町 | 吉備町                             | 昭和46年3月8日 岡山市に編入 | 岡山市                    | 岡山市北区       |
|                |                       | 吉備郡 庭瀬町     | 昭和12年5月5日 吉備町 | 吉備町                             | 昭和46年3月8日 岡山市に編入 | 岡山市                    | 岡山市北区       |
| 加茂村         | 加茂村                | 加茂村            | 加茂村                | 昭和30年1月1日 吉備郡 高松町の一部 |                             | 岡山市                    | 岡山市北区       |

### 旧赤磐郡
| 明治33年4月1日 | 明治33年4月1日 | 明治33年 - 昭和25年           | 昭和26年            | 昭和27年 - 昭和28年                | 昭和29年                    | 昭和30年 - 昭和63年                 | 平成1年 - 現在               | 現在   | 平成21年4月1日 |
| -------------- | -------------- | ----------------------------- | ------------------- | ---------------------------------- | --------------------------- | ----------------------------------- | ---------------------------- | ------ | -------------- |
| 旧赤坂郡       | 竹枝村         | 竹枝村                        | 竹枝村              | 竹枝村                             | 竹枝村                      | 昭和30年2月1日 御津郡 建部町の一部  | 平成19年1月22日 岡山市に編入 | 岡山市 | 岡山市北区     |
| 旧赤坂郡       | 五城村         | 五城村                        | 五城村              | 昭和28年4月1日 御津郡 御津町の一部 | 御津郡 御津町               | 御津郡 御津町                       | 平成17年3月22日 岡山市に編入 | 岡山市 | 岡山市北区     |
| 旧赤坂郡       | 葛城村         | 葛城村                        | 葛城村              | 昭和28年4月1日 御津郡 御津町の一部 | 御津郡 御津町               | 御津郡 御津町                       | 平成17年3月22日 岡山市に編入 | 岡山市 | 岡山市北区     |
| 旧赤坂郡       | 西高月村       | 大正15年10月1日 改称 高月村   | 高月村              | 昭和28年3月1日 岡山市に編入        | 岡山市                      | 岡山市                              | 岡山市                       | 岡山市 | 岡山市北区     |
| 旧赤坂郡       | 西高月村       | 大正15年10月1日 改称 高月村   | 高月村              | 昭和28年3月1日 山陽町              | 山陽町                      | 山陽町                              | 平成17年3月7日 赤磐市        | 赤磐市 | 赤磐市         |
| 旧赤坂郡       | 西山村         | 西山村                        | 西山村              | 昭和28年3月1日 山陽町              | 山陽町                      | 山陽町                              | 平成17年3月7日 赤磐市        | 赤磐市 | 赤磐市         |
| 旧赤坂郡       | 東高月村       | 明治35年4月1日 高陽村         | 高陽村              | 昭和28年3月1日 山陽町              | 山陽町                      | 山陽町                              | 平成17年3月7日 赤磐市        | 赤磐市 | 赤磐市         |
| 旧赤坂郡       | 鳥取下村       | 明治35年4月1日 高陽村         | 高陽村              | 昭和28年3月1日 山陽町              | 山陽町                      | 山陽町                              | 平成17年3月7日 赤磐市        | 赤磐市 | 赤磐市         |
| 旧赤坂郡       | 鳥取中村       | 明治35年4月1日 高陽村         | 高陽村              | 昭和28年3月1日 山陽町              | 山陽町                      | 山陽町                              | 平成17年3月7日 赤磐市        | 赤磐市 | 赤磐市         |
| 旧赤坂郡       | 鳥取上村       | 鳥取上村                      | 鳥取上村            | 昭和28年3月1日 赤坂町              | 赤坂町                      | 赤坂町                              | 平成17年3月7日 赤磐市        | 赤磐市 | 赤磐市         |
| 旧赤坂郡       | 軽部村         | 軽部村                        | 軽部村              | 昭和28年3月1日 赤坂町              | 赤坂町                      | 赤坂町                              | 平成17年3月7日 赤磐市        | 赤磐市 | 赤磐市         |
| 旧赤坂郡       | 笹岡村         | 笹岡村                        | 笹岡村              | 昭和28年3月1日 赤坂町              | 赤坂町                      | 赤坂町                              | 平成17年3月7日 赤磐市        | 赤磐市 | 赤磐市         |
| 旧赤坂郡       | 布都美村       | 布都美村                      | 布都美村            | 布都美村                           | 布都美村                    | 昭和31年9月30日 赤坂町に編入        | 平成17年3月7日 赤磐市        | 赤磐市 | 赤磐市         |
| 旧赤坂郡       | 布都美村       | 布都美村                      | 布都美村            | 布都美村                           | 布都美村                    | 昭和31年9月30日 御津郡 御津町に編入 | 平成17年3月22日 岡山市に編入 | 岡山市 | 岡山市北区     |
| 旧赤坂郡       | 布都美村       | 布都美村                      | 布都美村            | 布都美村                           | 布都美村                    | 昭和31年9月30日 吉井町に編入        | 平成17年3月7日 赤磐市        | 赤磐市 | 赤磐市         |
| 旧赤坂郡       | 仁堀村         | 仁堀村                        | 仁堀村              | 仁堀村                             | 仁堀村                      | 昭和31年9月30日 吉井町に編入        | 平成17年3月7日 赤磐市        | 赤磐市 | 赤磐市         |
| 旧赤坂郡       | 周匝村         | 周匝村                        | 周匝村              | 周匝村                             | 昭和29年3月1日 吉井町       | 吉井町                              | 平成17年3月7日 赤磐市        | 赤磐市 | 赤磐市         |
| 旧赤坂郡       | 山方村         | 山方村                        | 山方村              | 山方村                             | 昭和29年3月1日 吉井町       | 吉井町                              | 平成17年3月7日 赤磐市        | 赤磐市 | 赤磐市         |
| 旧磐梨郡       | 佐伯北村       | 佐伯北村                      | 佐伯北村            | 佐伯北村                           | 昭和29年3月1日 吉井町       | 吉井町                              | 平成17年3月7日 赤磐市        | 赤磐市 | 赤磐市         |
| 旧磐梨郡       | 豊田村         | 豊田村                        | 豊田村              | 昭和28年12月15日 熊山町            | 熊山町                      | 熊山町                              | 平成17年3月7日 赤磐市        | 赤磐市 | 赤磐市         |
| 旧磐梨郡       | 小野田村       | 小野田村                      | 小野田村            | 昭和28年12月15日 熊山町            | 熊山町                      | 熊山町                              | 平成17年3月7日 赤磐市        | 赤磐市 | 赤磐市         |
| 旧磐梨郡       | 可真村         | 可真村                        | 可真村              | 昭和28年12月15日 熊山町            | 熊山町                      | 熊山町                              | 平成17年3月7日 赤磐市        | 赤磐市 | 赤磐市         |
| 旧磐梨郡       | 和気郡 熊山村  | 和気郡 熊山村                 | 和気郡 熊山村       | 昭和28年12月15日 熊山町            | 昭和29年6月1日 万富町に編入 | 昭和30年2月1日 瀬戸町               | 平成19年1月22日 岡山市に編入 | 岡山市 | 岡山市東区     |
| 旧磐梨郡       | 和気郡 熊山村  | 和気郡 熊山村                 | 和気郡 熊山村       | 昭和28年12月15日 万富町に編入      | 万富町                      | 昭和30年2月1日 瀬戸町               | 平成19年1月22日 岡山市に編入 | 岡山市 | 岡山市東区     |
| 旧磐梨郡       | 太田村         | 昭和7年4月1日 万富村          | 昭和26年4月1日 町制 | 万富町                             | 万富町                      | 昭和30年2月1日 瀬戸町               | 平成19年1月22日 岡山市に編入 | 岡山市 | 岡山市東区     |
| 旧磐梨郡       | 吉岡村         | 昭和7年4月1日 万富村          | 昭和26年4月1日 町制 | 万富町                             | 万富町                      | 昭和30年2月1日 瀬戸町               | 平成19年1月22日 岡山市に編入 | 岡山市 | 岡山市東区     |
| 旧磐梨郡       | 物理村         | 大正3年4月1日 町制改称 瀬戸町 | 瀬戸町              | 瀬戸町                             | 瀬戸町                      | 昭和30年2月1日 瀬戸町               | 平成19年1月22日 岡山市に編入 | 岡山市 | 岡山市東区     |
| 旧磐梨郡       | 潟瀬村         | 潟瀬村                        | 潟瀬村              | 潟瀬村                             | 潟瀬村                      | 昭和30年2月1日 瀬戸町               | 平成19年1月22日 岡山市に編入 | 岡山市 | 岡山市東区     |
| 旧磐梨郡       | 上道郡 玉井村  | 上道郡 玉井村                 | 上道郡 玉井村       | 上道郡 玉井村                      | 上道郡 玉井村               | 昭和30年2月1日 瀬戸町               | 平成19年1月22日 岡山市に編入 | 岡山市 | 岡山市東区     |

### 和気郡
| 明治22年6月1日 | 明治22年 - 大正15年 | 昭和1年 - 昭和29年 | 昭和30年 - 昭和37年                  | 昭和38年 - 昭和63年                | 平成1年 - 平成16年 | 平成17年 - 平成20年          | 平成21年 - |
| -------------- | ------------------- | ------------------ | ------------------------------------ | ---------------------------------- | ------------------ | ---------------------------- | ---------- |
| 熊山村         | 熊山村              | 熊山村             | 昭和28年12月15日 赤磐郡 熊山町の一部 | 赤磐郡 熊山町                      | 赤磐郡 熊山町      | 平成17年3月7日 赤磐市の一部  | 赤磐市     |
| 熊山村         | 熊山村              | 熊山村             | 昭和28年12月15日 赤磐郡 万富町に編入 | 昭和30年2月1日 赤磐郡 瀬戸町の一部 | 赤磐郡 瀬戸町      | 平成19年1月22日 岡山市に編入 | 岡山市東区 |

### 久米郡
| 明治33年4月1日 | 明治33年4月1日 | 大正11年11月22日        | 大正11年11月22日        | 昭和29年 - 昭和63年   | 昭和29年 - 昭和63年           | 平成1年 - 平成21年3月31日    | 平成21年4月1日 |
| -------------- | -------------- | ----------------------- | ----------------------- | --------------------- | ----------------------------- | ---------------------------- | -------------- |
| 旧久米南条郡   | 福渡村         | 大正11年11月23日 福渡町 | 大正11年11月23日 福渡町 | 昭和30年2月1日 福渡町 | 昭和42年1月15日 御津郡 建部町 | 平成19年1月22日 岡山市に編入 | 岡山市北区     |
| 旧久米北条郡   | 鶴田村         | 鶴田村                  | 鶴田村                  | 昭和30年2月1日 福渡町 | 昭和42年1月15日 御津郡 建部町 | 平成19年1月22日 岡山市に編入 | 岡山市北区     |